# Godeni (okręg Dolj)
Godeni – wieś w Rumunii, w okręgu Dolj, w gminie Melinești. W 2011 roku liczyła 177 mieszkańców.